# Alexandra Fouace
Pour les articles homonymes, voir Fouace.
Alexandra Fouace, née le 7 juillet 1979 à Cherbourg, est une archère française.
Membre de l'équipe de France féminine de tir à l'arc, elle participe aux Jeux olympiques d'été de 2000, terminant 49e au classement individuel, et aux Jeux olympiques d'été de 2004 ; 34e en individuel, elle est quatrième à l'épreuve par équipe.
Elle est sacrée championne du monde de tir à l'arc en salle par équipe en 1999.